# Santa Isabel (wyspa)
Santa Isabel – wyspa na południowym Pacyfiku (pomiędzy otwartym oceanem a Morzem Salomona), należąca do państwa Wysp Salomona. Jest najdłuższą wyspą archipelagu Wysp Salomona i największą w prowincji Isabel (2999 km²). W 1991 roku ludność wyspy liczyła 16 500 osób. Mieszkańcy wyspy posługują się, oprócz angielskiego i pijin, siedmioma lokalnymi językami.
Sąsiednie wyspy to Choiseul na zachód i Malaita na wschód, natomiast na południe od Santa Isabel znajduje się cieśnina dzieląca dwa pasma wysp archipelagu. Na północny wschód od Santa Isabel znajdują się otwarte wody Pacyfiku.
Na wyspie funkcjonuje port lotniczy Suavanao.
Pierwszym Europejczykiem na wyspie był Álvaro de Mendaña de Neyra w 1568 roku.
Najwyższy szczyt, Mount Kubonitu, ma 1120 m n.p.m.